# チャウタイン県 (ドンタップ省)
チャウタイン県（チャウタインけん、ベトナム語：Huyện Châu Thành / 縣週城?）は、ベトナム社会主義共和国ドンタップ省の県。面積は245.94km²、人口は146,812人（2019年）である。

## 行政区画
以下の1市鎮11社から構成される。
- カイタウハ市鎮（Cái Tàu Hạ / 丐艚下）
- アンヒエップ社（An Hiệp / 安協）
- アンカイン社（An Khánh / 安慶）
- アンニョン社（An Nhơn / 安仁）
- アンフートゥアン社（An Phú Thuận / 安富順）
- ホアタン社（Hòa Tân / 和新）
- フーヒュー社（Phú Hựu / 富有）
- フーロン社（Phú Long / 富隆）
- タンビン社（Tân Bình / 新平）
- タンニュアンドン社（Tân Nhuận Đông / 新潤東）
- タンフー社（Tân Phú / 新富）
- タンフーチュン社（Tân Phú Trung / 新富中）